# استات کادمیم
استات کادمیم (به انگلیسی: Cadmium acetate) با فرمول شیمیایی Cd(CH۳COO)۲ (anhydrous)
Cd(CH۳COO)۲·2H۲O (dihydrate) یک ترکیب شیمیایی با شناسه پاب‌کم ۱۰۹۸۶ است. که جرم مولی آن 230.500 g/mol (anhydrous)
266.529 g/mol (dihydrate) می‌باشد. شکل ظاهری این ترکیب، بلورهای بی‌رنگ و بلورهای سفید است.